# Hadulipolia agrotiformis
Hadulipolia agrotiformis là một loài bướm đêm trong họ Noctuidae.